# Sissala est
Pour les articles homonymes, voir Sissala.
Le district de Sissala  est  (officiellement Sissala East District, en Anglais) est l’un des 9 districts de la Région du Haut Ghana occidental au Ghana.

## Villages du district
- Tumu
- Wallendelle
- Taffiasi
- Tutio
- Banu-Bassisan
- Dimajan
- Kong
- Kulfuo Tarsaw
- Bugbelle
- Vamboi
- Wuni

## Sources
- GhanaDistricts.com